# Akacuki
Akacuki (транслит.) je kriminalistička organizacija u serijalu Naruto. Glavni cilj ovih kriminalaca je skupljanje repatih zveri i dominacija nindža sveta. Članovi Akacukija mogu da budu samo nindže koje su izdale svoja sela. U prvom delu serije, Akacukiji su imali sporednu ulogu u priči, dok u drugom delu postaju primarna antagonistička sila.
Organizacija Akacuki uglavnom ima deset članova, koji su u svojim selima S-rank kriminalci, sa izuzetkom Nagata i Konan. Članovi uvek rade u timovima po dvoje sa izuzetkom Zecua, koji je Akacukijev špijun. Članovi tima moraju da funkcionišu dobro, ili barem da izvrše svoj zadatak do kraja.
Akacukiji su retko kad na okupu, što se može videti na kraju prvog dela gde jedan od članova govori da je prošlo sedam godina otkad su svi bili u istoj prostoriji. Široko su rasprostranjena organizacija sa skrovištima na mnogo lokacija. Kada bi jedan tim pronašao repatu zver, počelo bi trodnevno pečaćenje u jednom od njihovih skrovišta.

## Istorija

### Pre početka serijala
Akacuki je prvobitno osnovao Jahiko tokom Trećeg nindža rata, i sastojao se od nindža iz sela Amegakure koje je za vreme rata služilo kao bojno polje. Jahiko je tvrdio da je njegov, a i Akacukijev cilj da pomogne Nagatu da donese mir na svet. Tobi navodi da je on podstakao Jahika da osnuje Akacuki.
U svojim ranim danima, Akacuki je stekao slavu i priznanje od Amegakurea, što je privuklo pažnju Hanzou, svetski poznatom nindži i vođi te zemlje. Hanzo, verujući da Akacuki postaje pretnja njegovoj vladavini, približio se organizaciji i rekao im kako je on želeo da ih iskoristi za pregovore između Konohagakurea, Ivagakurea i Sunagakurea. Međutim, Hanzo izdaje Akacuki i zajedno sa Danzom Šimurom, jednim od Konohinih ANBU operativaca, kidnapuje Konan i uzrokuje Jahikovu smrt. Nagato postaje novi vođa organizacije i traži građanski rat. Ubrzo, Hanzo biva ubijen i Akacuki stiče kontrolu nad Amegakureom.
Nakon trećeg nindža rata, Akacuki je postao plaćenička grupa za iznajmljivanje i Nagato je postepeno počeo da dobija naredbe od Madare Učihe, koji je glumio saradnika organizacije i dobrotvora. U vreme mira u većini sela, umesto da povećava svoje naoružanje, Akacuki se bori u ratovima, špijunira neprijatelje ili obavlja atentate. Četvrti Raikage tvrdi da selo Kumogakure nikada nije koristilo usluge Akacukija, i za to vreme je postalo poznato da je Akacuki osnovan u središtu Kirigakurea, najverovatnije zbog Tobijevog uticaja na četvrtog Mizukagea. Na kraju, Akacuki počinje da sakuplja repate zveri i ubija mnoge bivše klijente.
Događaji koji su vezani za Akacukije u prvo delu su otkrivani u kratkim scenama. Sasori i Oročimaru su bili partneri, i bili su jako efikasni. Kakuzu je imao puno partnera, ali ih je sve poubijao iz besa. Iz tog razloga je upao u tim sa Hidanom, neposredno pred početak drugog dela, zbog njegove besmrtnosti. Itači se navodno pridružio Akacukiju i pre pogubljenja Učiha klana. Kada se Itači pridružio, Oročimaru je pokušao da mu ukrade telo, ne bi li uspeo da dobije Šaringan. Nije uspeo, pa je morao da napusti Akacuki. Deidara je bio angažovan da zameni Oročimarua i bude Sasorijev partner.

### Drugi deo
Akacuki postaje mnogo aktivniji u drugom delu. Na početku oni napadaju Sunagakure, ali Sasori biva ubijen. Tobi ga zamenjuje. Hidan i Kakuzu nestaju u borbi sa Konohinim nindžama. Nakon dobijanja Četvororepe zveri, Deidaru ubija Saske Učiha, koji ubrzo ubija i Itačija. Tobi, pod imenom ubeđuje Saskea da radi za Akacuki. Iako je Akacuki do sad izgubio pet članova, Tobi tvrdi da je vredelo ako će dobiti Saskeovu odanost.
U animeu, Nagato odlazi da uhvati Šestorepu zver (koja je već bila uhvaćena u mangi). On i Konan potom odlaze u Konohu kako bi uhvatili Devetorepu demonsku lisicu. Konoha biva uništena, ali misija im propada: Nagato umire, a Konan napušta organizaciju. U isto vreme, Saske i njegov tim dobijaju zadatak da uhvate Osmorepog oktopoda. Oni takođe ne uspevaju da završe svoj zadatak. Akacukijeva nedela konačno izazivaju reakciju skrivenih sela: organizuje se Kage. Tobi, u želji da ubrza svoje planove, prekida samit i proglašava Četvrti nindža rat protiv svih pet velikih nacija, obećavajući da će koristiti svih sedam repatih zveri koje je Akacuki uhvatio kao oružje. Sela formiraju Šinobi savez protiv Akacukija i počinje rat.
U pripremi za rat, Kisame Hošigaki odlazi u Kumogakure kako bi otkrio lokaciju Devetorepe i Osmorepe zveri. On umire na misiji, ali uspeva da pošalje Tobiju šta je otkrio. Tobi, u međuvremenu, odlazi u Amegakure da bi preuzeo Nagatovo telo i Rinengan, a isto tako i da ubije Konan. Kabuto Jakuši, novi saveznik Akacukija, kidnapuje Jamatoa, dozvoljavajući mu da ojača armiju sa 100,000 belih Zecua. Nakon što Kabuto prizove Deidaru, Sasorija, Itačija, Nagata i Kakuzua iz mrtvih, Akacuki odlazi u rat.

## Cilj

### Glavni cilj
Iako neki članovi Akacukija imaju svoje sopstvene ciljeve, dele i jedan zajednički cilj: Sticanje svetske dominacije. Nagato je naveo tri koraka ka ostvarenju cilja. Prvo, planiraju da zarade veliku količinu novca koja će da podrži njihovu organizaciju. Drugo, planiraju da osnuju plaćeničke grupe koje će biti odane samo Akacukiju. Uz pomoć repatih zveri, Akacuki je počinjao ratove, pa ih odmah potom zaustavio, tako učvršćavajući svoju reputaciju i pokazivao ostalim nacijama da stanje sveta zavisi od njih. Konačno, Akacuki planira da postane najjača sila na svetu. Članovi ne saznaju za ovaj plan odmah nakon pridruživanja grupi; Hidan, na primer, nije znao za ovaj plan duže vreme.
Repate zveri, devet demona gigantske snage i moći, su glavni fokus Akacukija u većem delu serijala. Svakom članu je dodeljeno da uhvati jednu od devet repatih zveri živu ili, u većini slučajeva, osobu u kojoj je ta zver zapečaćena, džinčirukija. Akacuki je uspeo da zapečati sedam od devet repatih zveri pre početka Četvrtog nindža rata.

### Tobijev cilj
Kada je Konoha tek bila osnovana, Tobi je već želeo da ga uništi, da izda Učiha klan i ubije Haširamu Sendžua. On je takođe izjavio da želi da ljudi priznaju Učiha klan i da planira da iskoristi Saskea da ih natera na to. Još jedan od Tobijevih planova zavisi od sakupljanja svih devet repatih zveri. Plan mu je da sakupi svih devet repatih zveri, prizove desetu repatu zver, postane njegov džinčuriki i onda baci svet u večni Cukujomi. 

### Pejnov cilj
Pejnov cilj je da koristi repate zveri kako bi stvorio smrtonosni nindžucu i uništio pet velikih nacija. Tako bi manja sela morala da se obrate Akacukiju za pomoć i niko se ne bi usudio da započne rat. Zbog tog straha, rat bi prestao da postoji i ljudi bi napokon znali za mir.
Pejn i Konan su bili jedini članovi Akacukija svesni ovog plana. Posle Pejnove smrti i Konaninog napuštanja organizacije, ovaj cilj je prestao da postoji.

### Itačijev cilj
Nakon pogibije Učiha klana i napuštanja Konohe, Itači, umesto da koristi repate zveri za svoje lične ciljeve, nastavlja da štiti selo i njegove seljane, posebno Saskea, od spoljašnjih sila. Dok je bio u grupi, Itači bi stalno „kasnio” sa pokušajima da uhvati Naruta i Devetorepu lisicu.

## Izgled
Akacuki članovi imaju veoma karakterističnu garderobu, koja je obično upozoravala sela da opasnost dolazi. Članovi nose duge, tamne ogrtače, sa crvenim oblacima, crvenom postavom i crvenom kragnom. Tobi i članovi Tima Taka nose identične ogrtače, samo što njihovi imaju i kapuljače. Crveni oblaci simbolišu kiše krvi koja je padala nad Amegakureom, u doba Drugog nindža rata, a viđeni su i kao simbol pravde kod svojih prvobitnih članova. Svi članovi su imaju crn lak na noktima, osim Pejna i Konan koji imaju crveni i narandžasti lak. Neki od članova nose i slamene šešire sa malim ukrasima. Neki članovi su takođe precrtali znak svog sela na nindža traci. Takođe, svaki član nosi prsten drugačije boje, sa kandži znakom.
Raspored prstenova, njihova boja i njihov Akacuki član:
- Desni palac; Nosi ga Pejn. Ljubičaste je boje.
- Desni kažiprst (ao, sho); Nosi ga Deidara. Plave je boje.
- Desni srednji prst; Nosi ga Konan. Bele je boje.
- Desni domalić; Nosi ga Itači. Crvene je boje.
- Desni malić; Nosi ga Zecu. Zelene je boje.
- Levi palac; Nosi ga Sasori, a kasnije Tobi. Ljubičaste je boje.
- Levi kažiprst (san); Nosi ga Hidan. Narandžaste je boje.
- Levi srednji prst; Nosi ga Kakuzu. Tamno zelene je boje.
- Levi domalić; Nosi ga Kisame. Žute je boje.
- Levi malić; Nosi ga Oročimaru. Svetlo plave je boje.

## Timovi

### Pejn iKonan
Mete: Šestorepi demonski crv (Zapečaćen), Devetorepa demonska lisica (Pobegla)
Tim je funkcionisao veoma dobro, o čemu svedoči Konanina lojalnost prema Pejnu. Kao vođa Akacukija, Pejn je jedini kontakt sa ostalim članovim organizacije, sem Konan, imao putem Tehnike pečaćenja: Devet pečata fantomskih zmajeva. Pored toga, Pejn je bio vođa Amegakurea i koristio ovo selo kao neku vrstu sedišta za Akacuki, dok je Konan bila u službi zamenika vođe.

### Oročimarui Sasori
Sasori je tvrdio da su on i Oročimaru radili dobro zajedno tokom njihovog partnerstva. Međutim, kada Oročimaru napušta Akacuki nakon neuspelog pokušaja da ukrade Itačijevo telo, Sasori dobija novog partnera, Deidaru.

### Deidarai Sasori
Mete: Jednorepi demonski pas (Zapečaćen), Devetorepa demonska lisica (Pobegla)
Formiran od dva umetnika u Akacukiju, Deidara i Sasori su radili dobro u većem delu, ali su imali neke male konflikte o idejama o umetnosti. Sasori je tvrdio da je umetnost nešto predivno i da će opstati daleko u budućnosti, kao što su njegove marionete, dok je Deidara tvrdio da je umetnost prolazna i da dolazi i odlazi brzo, kao što je njegova eksplozivna glina. Ali, kao što se da videti, Sasori je voleo da završava stvari veoma brzo, dok je Deidara voleo da sve radi polako.

### DeidaraiTobi
Mete: Trorepa demonska kornjača (Zapečaćena)
Formiran tim nakon Sasorijeve smrti, Tobi je predstavljen kao lako nađena zamena. Deidara ga je smatrao detinjastim. Uprkos tome, Tobi i Deidara rade dobro kao partneri, i Deidara je čak pokušao da zaštiti Tobija.

### Itačii Kisame
Mete: Devetorepa demonska lisica (Pobegla), Četvororepi demonski majmun (Zapečaćen), Osmorepi demonski oktopod (Pobegao)
Ovaj tim je bio prilično dobar i efikasan. Par je izvršio sve misije koje im je Pejn dao, sa jedinim izuzetkom od Devetorepe demonske lisice. Pošto je Itači dvostruki agent, on je namerno sabotirao tu misiju. Za razliku od ostalih Akacuki timova, Itači i Kisame su se veoma dobro slagali.

### Hidan i Kakuzu
Mete: Sedmorepa zver (Zapečaćena), Dvorepa demonska mačka (Zapečaćena), Devetorepa demonska lisica (Pobegla)
Jedan od najefikasnijih timova, naizgled nezaustavljiv. Pejn je odlučio da stavi ovo dvoje zajedno zbog njihovih jedinstvenih sposobnosti. Hidana je nemoguće ubiti, pa ni Kakuzu kada pobesni.

### Zecu
Iako nije baš tim od dva čoveka, Zecu ima dve ličnosti, što mu je dovoljno da radi kao tim od dva člana. Ove dve strane se mogu podeliti, dozvoljavajući svakoj polovini da ima svoje sopstveno telo. Obe njegove strane imaju sposobnost da čitaju tuđe misli, što im dobro dođe tokom borbe. Još jedna jedinstvena sposobnost Zecua je njegova sposobnost da stvara klonove. Kisame je ove klonove opisao kao živa bića u odnosu na klonove napravljene uz pomoć čakre.

### Tim Taka (Hebi)
Meta: Osmorepi demonski oktopod (Pobegao)
Kada su se Akacukijeve snage svele na samo pet člana, Tobi je unajmio Saskeov Tim Taka, koji želi da uništi Konohu. Da bi ostvario svoje ciljeve, Tobi daje Saskeovom timu da uhvati Osmorepog demonskog oktopoda, dok Akacuki (posebno Pejn) odlazi u Konohu ne bi li uhvatio Devetorepu demonsku lisicu i Naruta. Tehnički, članovi Tima Taka nisu bili potpuni članovi Akacukija, nisu nosili svoje prstenove, ali su ipak imali Akacukijeve ogrtače, ovoga puta sa kapuljačom. 

## Zanimljivosti
- Hidan i Kakuzu su bili jedini tim koji je izgubio oba člana u isto vreme.
- Sve preživele Učihe su imale veze sa organizacijom Akacuki. Madara je bio pokretač u pravljenju Akacukija, Obito je bio član, kao Sasuke i Itači.
- Svi članovi Akacukija sem tima Hebi (Taka) su imali prstenje.